# مادین (سیرجان)
مادین یک روستا در ایران است که در شهرستان سیرجان واقع شده‌است. مادین ۳۰ نفر جمعیت دارد.